# رامین عسگرد

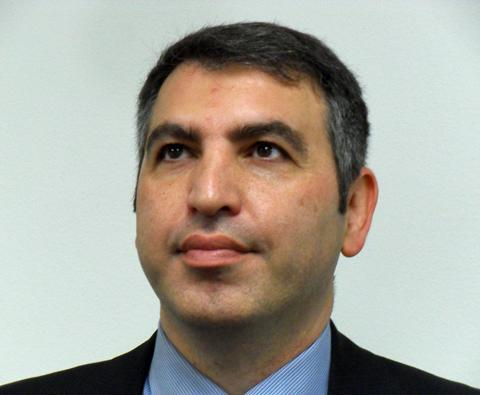
عسگرد در سال ۲۰۱۱

رامین عسگرد دیپلمات وزارت امور خارجهٔ آمریکا و مدیر پیشین شبکهٔ صدای آمریکا است.

## زندگی نامه
او در مقام مشاور سیاسی رئیس ستاد فرماندهی مرکزی ایالات متحده، با ژنرال دیوید پتریوس و سپس با ژنرال جیمز ماتیس همکاری داشته‌است. او در وزارت خارجهٔ آمریکا مناصب زیر را در اختیار داشته‌است (به ترتیب زمانی از جدید به قدیم): مدیر دفتر حضور منطقه‌ای ایران در دوبی، معاون مشاور سیاسی در ریاض، مقام دفتر اقتصادی-بازرگانی در کابل، مقام دفتر سیاسی-اقتصادی در امارات متحدهٔ عربی و کارمند کنسولی در ترکیه. در فوریهٔ سال ۲۰۱۱ مدیریت شبکهٔ خبری فارسی صدای آمریکا را برعهده گرفته‌است.
در داخل آمریکا نیز عسگرد به عنوان عضو بخش امور بین‌الملل شورای روابط خارجی، و نیز در دفترهای امور عراق، ایران، و ترکیه در وزارت خارجهٔ آمریکا کار کرده‌است. در سال ۲۰۰۷ جایزهٔ وزیر امور خارجه در زمینهٔ توسعهٔ سیاست عمومی و در سال ۲۰۰۳ جایزهٔ چارلز کاب برای بهبود بازرگانی و حرفه به او تعلق گرفت. وی همچنین به دریافت چندین جایزه با درجه‌بندی‌های ممتاز و برتر نائل شده‌است.
رامین عسگرد دارای دکترای حقوق از دانشگاه تولن، فوق لیسانس در رشتهٔ روابط بین‌الملل از دانشگاه پنسیلوانیاو لیسانس از دانشگاه تمپل است.